# SS Prinz Eitel Friedrich (1904)
SS Prinz Eitel Friedrich — германский океанский лайнер, в годы Первой мировой войны использовавшийся в качестве вспомогательного крейсера. Потопил 11 судов противника общим тоннажем 33 423 брт. Назван в честь принца Прусского Вильгельма Эйтеля Фридриха Кристиана Карла. В 1915 году интернирован в США, в апреле 1917 года переоборудован в войсковой транспорт и переименован в USS DeKalb. После войны вернулся к мирной службе под именем Mount Clay. Пущен на слом в 1934 году.

## Начало карьеры
Океанский лайнер Prinz Eitel Friedrich был построен на штеттинской верфи AG Vulcan Stettin по заказу компании Norddeutscher Lloyd в 1904 году. Первые 10 лет службы лайнера прошли на Дальнем Востоке. Начало Первой мировой войны застало лайнер в Шанхае. Вскоре был получен приказ следовать в немецкую колонию Циндао для переоборудования во вспомогательный крейсер.

## Служба

### Вспомогательный крейсер
Прибывшее в Циндао судно спешно переоборудовали во вспомогательный крейсер, установив на него вооружение, снятое с устаревших канонерских лодок Luchs и Tiger. Часть экипажей канонерок также перешла на вспомогательный крейсер, а командиром корабля был назначен бывший командир SMS Luchs корветтен-капитан Макс Тирихенс.
5 августа 1914 года крейсер покинул Циндао, держа курс на соединение с германской Восточно-Азиатской крейсерской эскадрой графа фон Шпее. 12 августа крейсер присоединился к эскадре возле острова Паган.
На следующий день, 13 августа, Prinz Eitel Friedrich получил приказ выступить в самостоятельный поход. Рейдер взял курс на юг, к берегам Австралии.
За семь месяцев рейдерства в Тихом океане и Южной Атлантике корабль потопил 11 судов противника (преимущественно парусных) общим тоннажем 33 423 брт.
11 марта 1915 года рейдер, имевший поломки в машине и испытывавший острую нехватку угля и припасов, прибыл в нейтральный американский порт Ньюпорт-Ньюс, где и был интернирован властями США.

#### Потопленные и захваченные суда
| Дата       | Судно          | Тип            | Государство флага  | Тоннаж, брт | Судьба                                               |
| ---------- | -------------- | -------------- | ------------------ | ----------- | ---------------------------------------------------- |
| 5.12.1914  | Charcas        | грузовое судно | Великобритания     | 5 067       | потоплено                                            |
| 11.12.1914 | Jean           | парусное судно | Франция            | 2 207       | оставлено в качестве угольщика, затоплено 31.12.1914 |
| 12.12.1914 | Kidalton       | парусное       | Великобритания     | 1 784       | потоплено                                            |
| 26.1.1915  | Isabel Browne  | парусное       | Российская империя | 1 315       | потоплено                                            |
| 27.1.1915  | Pierre Lott    | парусное       | Франция            | 2 196       | потоплено                                            |
| 27.1.1915  | William P Frye | парусное       | США                | 3 374       | потоплено                                            |
| 28.1.1915  | Jacobsen       | парусное       | Франция            | 2 195       | потоплено                                            |
| 12.2.1915  | Invercoe       | парусное       | Великобритания     | 1 421       | потоплено                                            |
| 18.2.1915  | Mary Ada Short | парусное       | Великобритания     | 3 605       | потоплено                                            |
| 19.2.1915  | Floride        | грузовое       | Франция            | 6 629       | потоплено                                            |
| 20.2.1915  | Willerby       | грузовое       | Великобритания     | 3 630       | потоплено                                            |

### Войсковой транспортDeKalb
6 апреля 1917 года США вступили в Первую мировую войну на стороне Антанты. Интернированный Prinz Eitel Friedrich, находившийся под присмотром Таможенной службы США, был передан ею американским ВМС. Пароход переоборудовали в войсковой транспорт, получивший имя USS DeKalb в честь Иоганна Кальба — генерала времён Войны за независимость. 2 мая 1917 года корабль включили в состав флота. Первым командиром транспорта был назначен коммандер Джерарди (англ. W. R. Gherardi).
14 июня 1917 года USS DeKalb вышел в море в составе конвоя, перевозившего во Францию первые подразделения Американских экспедиционных сил. В следующие 18 месяцев транспорт совершил 11 таких рейсов, доставив 11 334 военнослужащих.
После окончания войны транспорт за восемь рейсов доставил обратно в США 20 332 военнослужащих.